# Allonnes (Maine i Loira)
Allonnes és un municipi francès situat al departament de Maine i Loira i a la regió de País del Loira. L'any 2007 tenia 2.911 habitants.

## Demografia

### Població
El 2007 la població de fet d'Allonnes era de 2.911 persones. Hi havia 1.099 famílies de les quals 225 eren unipersonals (102 homes vivint sols i 123 dones vivint soles), 379 parelles sense fills, 415 parelles amb fills i 80 famílies monoparentals amb fills.
La població ha evolucionat segons el següent gràfic:
Habitants censats

### Habitatges
El 2007 hi havia 1.208 habitatges, 1.100 eren l'habitatge principal de la família, 38 eren segones residències i 70 estaven desocupats. 1.131 eren cases i 58 eren apartaments. Dels 1.100 habitatges principals, 749 estaven ocupats pels seus propietaris, 313 estaven llogats i ocupats pels llogaters i 38 estaven cedits a títol gratuït; 10 tenien una cambra, 54 en tenien dues, 178 en tenien tres, 350 en tenien quatre i 509 en tenien cinc o més. 937 habitatges disposaven pel capbaix d'una plaça de pàrquing. A 491 habitatges hi havia un automòbil i a 504 n'hi havia dos o més.

### Piràmide de població
La piràmide de població per edats i sexe el 2009 era:
| Homes | Edats   | Dones |
| ----- | ------- | ----- |
| 0     | 95 o +  | 5     |
| 10    | 90 a 94 | 16    |
| 28    | 85 a 89 | 41    |
| 6     | 80 a 84 | 34    |
| 49    | 75 a 79 | 64    |
| 70    | 70 a 74 | 55    |
| 63    | 65 a 69 | 83    |
| 53    | 60 a 64 | 74    |
| 56    | 55 a 59 | 55    |
| 65    | 50 a 54 | 70    |
| 86    | 45 a 49 | 72    |
| 82    | 40 a 44 | 69    |
| 77    | 35 a 39 | 82    |
| 113   | 30 a 34 | 98    |
| 87    | 25 a 29 | 60    |
| 59    | 20 a 24 | 65    |
| 111   | 15 a 19 | 62    |
| 88    | 10 a 14 | 63    |
| 78    | 5 a 9   | 72    |
| 55    | 0 a 4   | 69    |

## Economia

### Salaris i ocupació
El 2007 el salari net horari mitjà era 10 €/h en el cas dels alts càrrecs era de 19,1 €/h
(20 €/h els homes i 15,7 €/h les dones), el dels professionals intermedis 12,2 €/h (13 €/
h els homes i 10,7 les dones), el dels empleats 8,8 €/h (9,3 €/h els homes i 8,8 €/h les
dones) i el dels obrers 8,8 €/h (9 €/h els homes i 8,1 €/h les dones).
El 2007 la població en edat de treballar era de 1.727 persones, 1.279 eren actives i 448 eren inactives. De les 1.279 persones actives 1.151 estaven ocupades (634 homes i 517 dones) i 128 estaven aturades (51 homes i 77 dones). De les 448 persones inactives 137 estaven jubilades, 135 estaven estudiant i 176 estaven classificades com a «altres inactius».

### Ingressos
El 2009 a Allonnes hi havia 1.137 unitats fiscals que integraven 3.003 persones, la mediana anual d'ingressos fiscals per persona era de 15.552 €.

### Activitats econòmiques
Dels 112 establiments que hi havia el 2007, 1 era d'una empresa extractiva, 3 d'empreses alimentàries, 1 d'una empresa de fabricació de material elèctric, 7 d'empreses de fabricació d'altres productes industrials, 26 d'empreses de construcció, 28 d'empreses de comerç i reparació d'automòbils, 4 d'empreses de transport, 6 d'empreses d'hostatgeria i restauració, 5 d'empreses financeres, 3 d'empreses immobiliàries, 6 d'empreses de serveis, 13 d'entitats de l'administració pública i 9 d'empreses classificades com a «altres activitats de serveis».
Dels 42 establiments de servei als particulars que hi havia el 2009, 1 era una oficina d'administració d'Hisenda pública, 1 gendarmeria, 1 oficina de correu, 3 oficines bancàries, 4 tallers de reparació d'automòbils i de material agrícola, 1 autoescola, 4 paletes, 4 guixaires pintors, 4 fusteries, 9 lampisteries, 5 perruqueries, 3 restaurants, 1 agència immobiliària i 1 saló de bellesa.
Dels 7 establiments comercials que hi havia el 2009, 1 era un supermercat, 1 una gran superfície de material de bricolatge, 2 fleques, 2 carnisseries i 1 una floristeria.
L'any 2000 a Allonnes hi havia 104 explotacions agrícoles que ocupaven un total de 1.575 hectàrees.

## Equipaments sanitaris i escolars
L'únic equipament sanitari que hi havia el 2009 era una farmàcia.
El 2009 hi havia 2 escoles elementals.

## Poblacions més properes
El següent diagrama mostra les poblacions més properes.